# Agrotis texana
Agrotis texana là một loài bướm đêm trong họ Noctuidae.